# Mravenec pasekový
Mravenec pasekový (Formica pressilabris) je druh mravence z rodu Formica, podrodu Coptoformica. Mravenci pasekoví si stavějí mraveniště na podhorských a horských pasekách, pastvinách nebo loukách. Jsou podobni příbuzným mravencům pastvinným a mravencům forelovým a stejně jako oni budují kupy mravenišť převážně z rozkousaného suchého rostlinného materiálu.

## Popis
Dělnice mravence pasekového jsou dvoubarevné. Hlava, hruď a stopka jsou červenavé, vrch hlavy a zadeček je tmavě hnědý. Hlava je v týlní části silně vykrojená. Tento znak charakterizuje všechny druhy zařazené do podrodu Coptoformica. Šupina na stopce je výrazně vykrojená. Chloupky na svrchní straně hlavy jsou řídké. Složené oči jsou vždy bez chloupků. Zadeček je lesklý. Délka dělnic je 4,2 – 6 mm.
Samičky jsou podobné dělnicím, hlava, hruď a zadeček jsou tmavohnědé, stopka je žlutočervená. Tělo je lesklé. Samičky jsou malé, jejich délka je 4,5 – 5,5 mm.

Samečci jsou černohnědí a jejich délka je 4,5 – 6 mm.

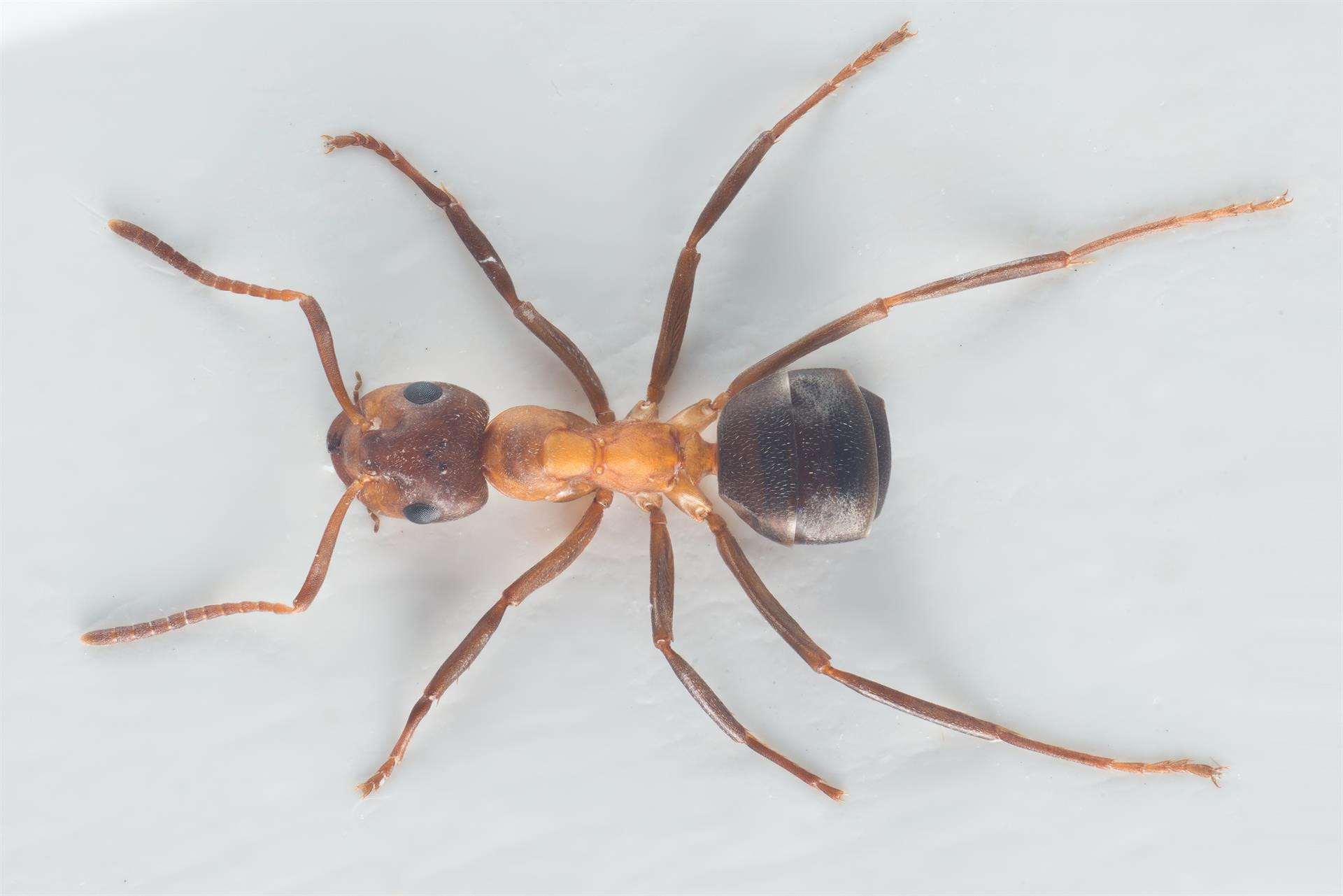
Mravenec pasekový - dělnice
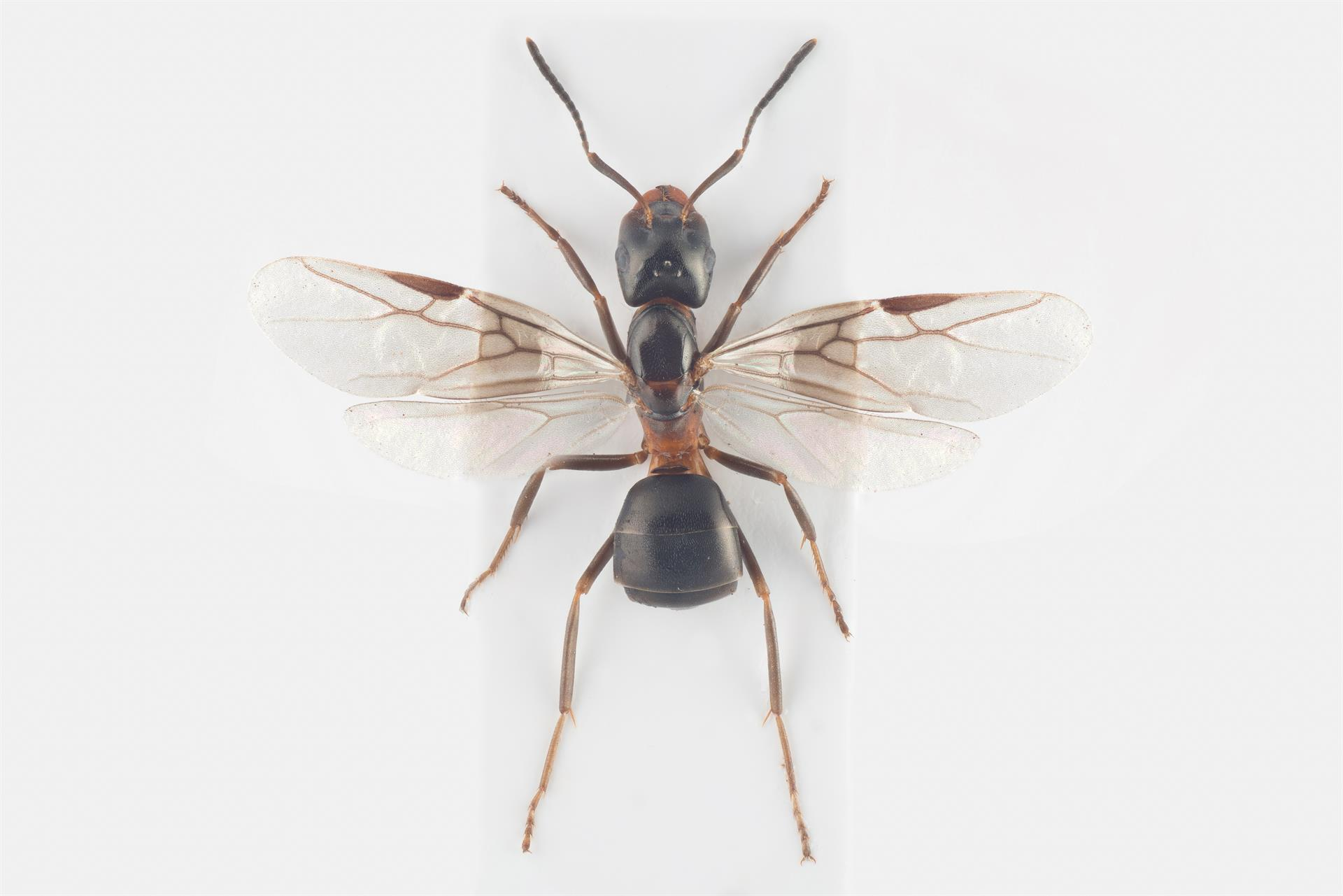
Mravenec pasekový - samička
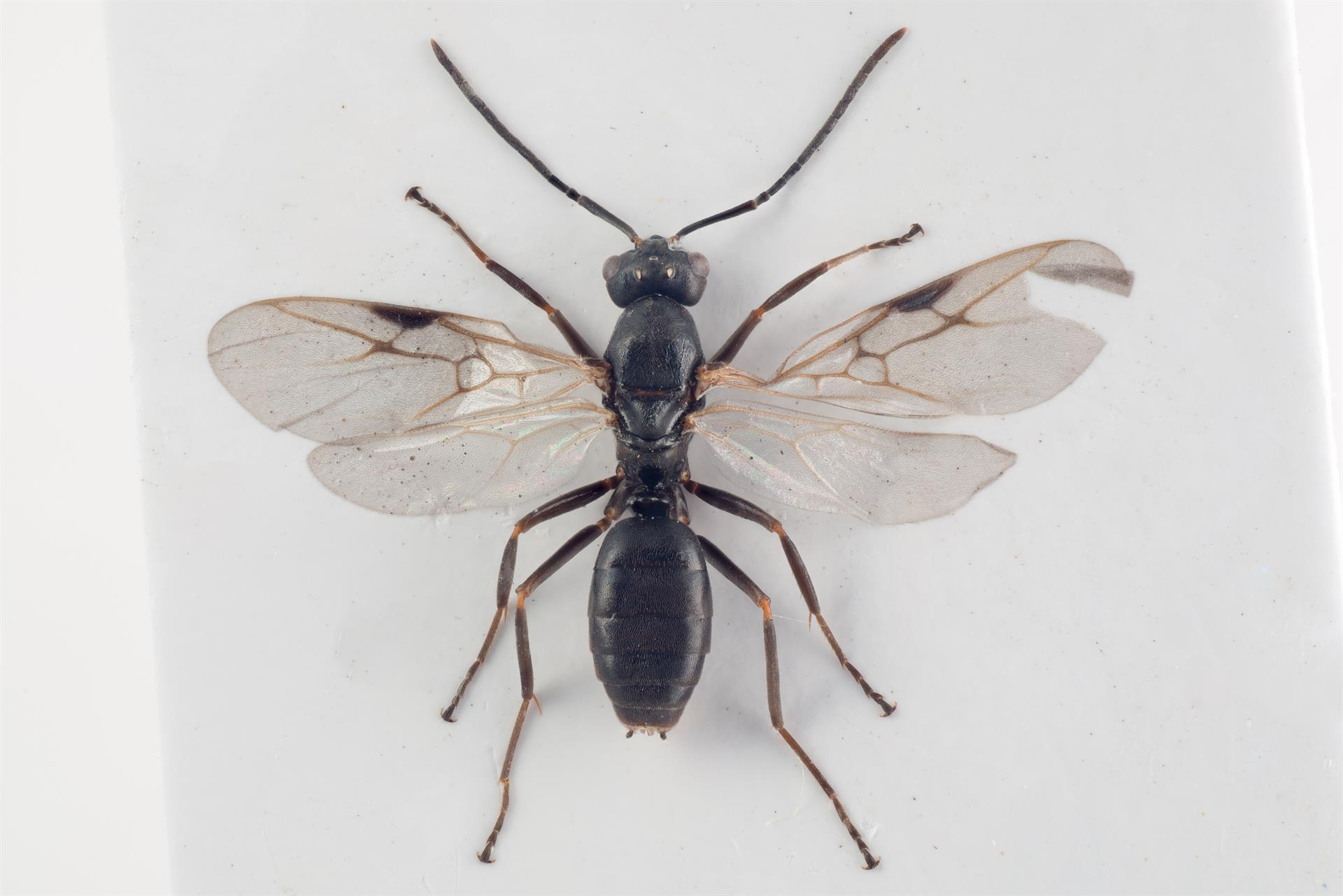
Mravenec pasekový - samec

## Výskyt
Mravenec pasekový se vyskytuje v podhorských a horských oblastech mírného pásma Evropy, Turecka, Kavkazu, Ruska, Mongolska a Číny. V Evropě je nejstabilnější populace v Alpách, z ostatních zemí není dostatek exaktních údajů.
V České republice byl výskyt mravence pasekového dosud zaznamenán na 4 lokalitách, ale aktuálně se vyskytuje jen na jediné lokalitě na jižní Moravě.

## Stanoviště
Mravenci pasekoví obývají otevřená osluněná stanoviště, jako jsou paseky, pastviny nebo louky v podhůří a v horách, a to až do výšky 2000 m n. m. Nejsou osidlována rychle zarůstající místa, místa s vysokým přísunem dusíku nebo místa v záplavových nivách řek. Stejně jako ostatní druhy podrodu Coptoformica nemohou mravenci pasekoví zvyšovat teplotu v mraveništi metabolickou produkcí tepla nezávisle na teplotě prostředí, jak je známo u některých druhů lesních mravenců. Tím se zvyšuje jejich závislost na přímém oslunění a mraveniště nemohou být proto budována na zcela zastíněných stanovištích.

## Způsob života

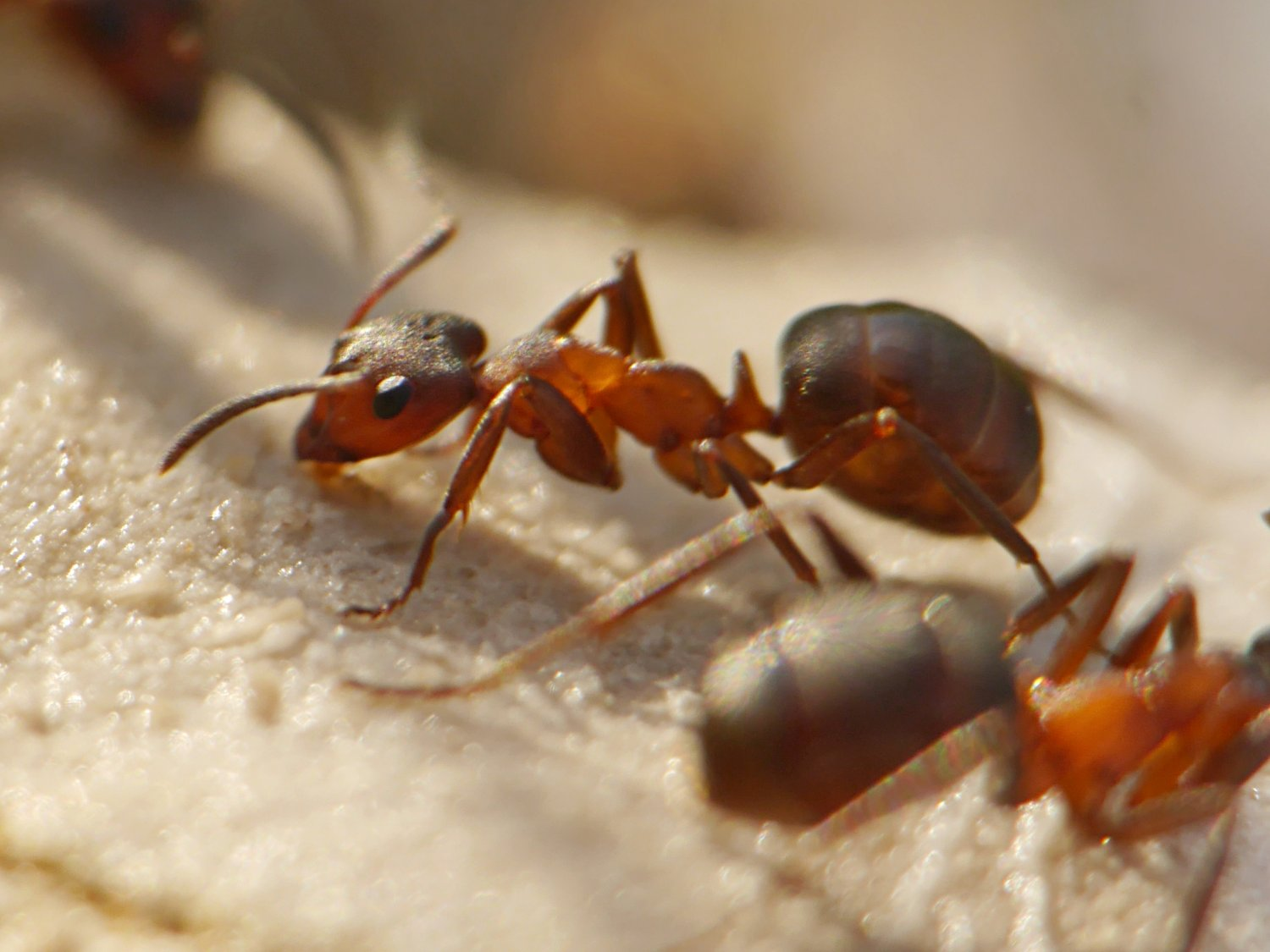
Dělnice mravence pasekového

Mravenci pasekoví žijí, obdobně jako jiné druhy mravenců, v koloniích, ve kterých jsou tři kasty mravenců.
Dělnice jsou neplodné samičky a tvoří nejpočetnější skupinu. Jejich úkolem je zajištění chodu kolonie. Pečují o potomstvo, shánějí potravu, chrání mraveniště.
Samičky (královny) jsou po vylíhnutí okřídlené. Po spáření ztrácejí křídla a zakládají nové kolonie, příp. rozšiřují mateřskou kolonii. Jejich jedinou, ale zásadní rolí je kladení vajíček. Mohou žít i více než 20 let.
Samci jsou rovněž okřídlení, ale žijí jen krátce. Po spáření záhy hynou.
Kolonie jsou převážně polygynní (s více královnami). V polygynních koloniích žije několik desítek až stovek tisíc dělnic.

### Rojení
V průběhu července až srpna se líhnou okřídlení pohlavní jedinci (samičky a samci) a vydávají se na tzv. svatební let, během kterého dojde k páření. Oplodněná samička si odlomí nebo odkousne křídla a začne se pokoušet o založení kolonie.

### Zakládání kolonií
Oplodněná samička může být buď přijata do mateřského polygynního mraveniště nebo si musí založit vlastní novou kolonii. K tomu využívá hnízd jiných druhů mravenců, zejména mravence Lemanova (Formica lemani), jehož dělnice, po zabití královny, využije k odchování vlastního potomstva a následně k ovládnutí celého mraveniště. Jedná se o tzv. dočasný sociální parazitizmus.

### Mraveniště

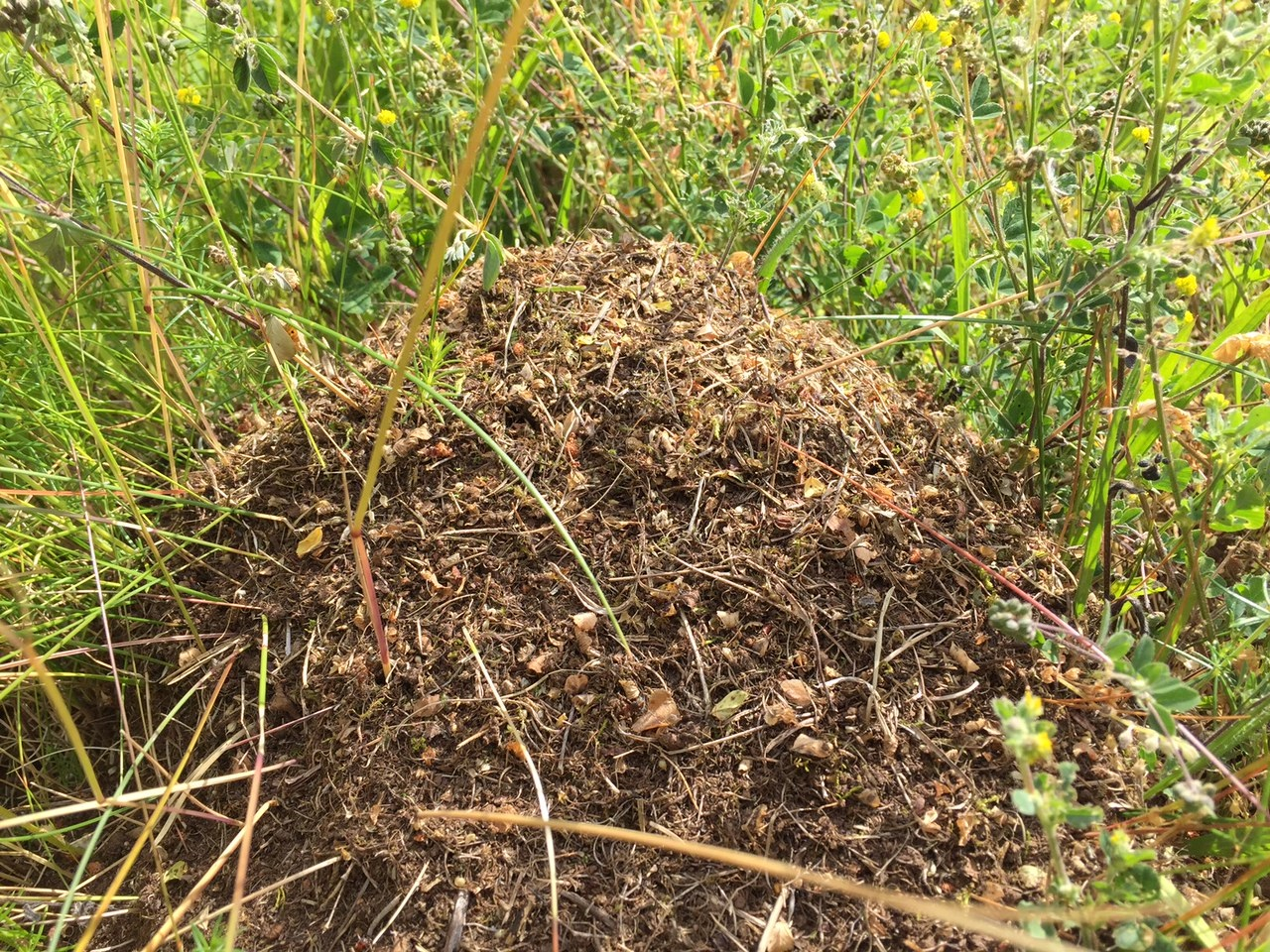
Mraveniště mravence pasekového

Mravenci pasekoví žijí v mraveništích, která mají dvě části: podzemní část s komůrkami a chodbičkami a nadzemní kupu, ve které jsou rovněž horizontální komůrky. Kupa je vytvořena z rozkousaného suchého rostlinného materiálu (trávy, byliny), někdy jsou v ní i kaménky a částečky zeminy. Kupy jsou poměrně malé, jejich průměr většinou nepřesahuje 40 cm a jen zcela výjimečně je větší než 100 cm.
Podzemní část je poměrně mělká a chodbičky se nacházejí v hloubce okolo 0,5 m. Jedna chodba pak vede ke komůrce v hloubce 1,5 m. Podzemní část mraveniště slouží k odchovu potomstva i jako úkryt v zimním období. V teplém období jsou larvy a kukly přemisťovány do komůrek v nadzemní kupě. Nadzemní kupa slouží též k akumulaci tepla a k udržování vhodné teploty v podzemní části.
U polygynních mravenišť dochází k vytváření oddělků a postupně tak vznikají velké mraveništní komplexy, ve kterých může být i několik set mravenišť.

### Potrava
Mravenci pasekoví loví hmyz a jiné drobné živočichy, ale největším zdrojem energie jsou pro ně výměšky mšic (tzv. medovice). Mšice vyhledávají na stromech, keřích a bylinách, kde je i opatrují.

## Ohrožení a ochrana
Populace v Alpách je ohrožena rozšiřováním sportovních areálů a intenzivní pastvou skotu. Populace v ostatních zemích jsou ohroženy fragmentací a mizením biotopů. To bývá způsobeno především jejich zarůstáním a zalesňováním, ústupem nebo zánikem tradičních způsobů hospodaření, intenzivním užíváním hnojiv a pesticidů a působením imisí atmosférického dusíku.
Často dochází k přímému ničení mravenišť zemědělskou technikou.
V České republice patří všichni mravenci rodu Formica podle Zákona 114/1992 Sb. v platném znění ke zvláště chráněným druhům živočichů v kategorii ohrožený druh. V Červeném seznamu bezobratlých ČR byl mravenec pasekový ještě v roce 2005 veden jako druh ohrožený, ale vzhledem k jeho rychlému úbytku byl v r. 2017 zařazen do kategorie kriticky ohrožený druh.
Ochrana spočívá zejména v zabránění likvidace biotopu jeho územní ochranou, minimálně formou vyhlášení významného krajinného prvku (VKP). Je vhodné zřetelně vymezit hranice mezi strojně obdělávanou zemědělskou plochou a plochou s mraveništi. Plochu s mraveništi je pak třeba jednou ročně šetrně pokosit a bránit tak jejímu zarůstání vysokostébelnými trávami a bylinami, keři nebo i stromy.